# 石橋道紀
石橋 道紀（いしばし　みちのり）は日本の柔道家。階級は軽重量級(93kg級)。

## 経歴
日本大学に進学すると、1975年の全日本学生柔道優勝大会ではチームの優勝に貢献した。
選抜体重別軽重量級では、決勝戦で新日鉄の岩田久和を破って優勝を飾った。
続く世界選手権大会では準決勝戦でソ連のラマズ・ハルシラーゼから効果3つを取られながら有効を取って逆転勝ちするも、決勝戦ではフランスのジャン＝リュック・ルージェと対戦してお互いに有効を取り合うが、効果2つの差で敗れて2位にとどまった。

## 主な戦績
- 1974年 -　全日本学生柔道優勝大会　3位
- 1975年 -　全日本学生柔道優勝大会　優勝
- 1975年 -　選抜体重別　軽重量級　優勝
- 1975年 -　世界選手権 軽重量級　2位
- 1978年 -　アメリカ柔道選手権大会　無差別　優勝